# Archido
ARCHIDO ist ein Informations- und Forschungszentrum für Tabak, Alkohol, Drogen, Medikamente und Sucht an der Universität Bremen. Die Aktivitäten des ARCHIDO dienen als Beitrag zur Versachlichung der kontroversen öffentlichen und fachöffentlichen Debatte über drogenbezogene Themen.

## Geschichte
Das ARCHIDO wurde 1987 von Heino Stöver und Stephan Quensel an der Universität Bremen gegründet. Seit dem Jahr 1998 erfolgt die Entwicklung des Internetangebots und Online-Informationsdienste in Kooperation mit dem Zentrum für Angewandte Informations-Technologie (ZAIT), dem Zentrum für Netze (ZFN) an der Universität Bremen. Eine enge Zusammenarbeit besteht mit dem Strafvollzugsarchiv. Im Jahr 2004 wurde das Aufgabenspektrum des ARCHIDO erweitert, was in dem Namenszusatz: „Informations- und Forschungszentrum  für Tabak, Alkohol, Medikamente, Drogen und Sucht“ zum Ausdruck kommt. Im Jahr 2010 wurde das Archido in das Institut für Suchtforschung der Fachhochschule Frankfurt/Main (ISFF) integriert.

## Ziele
Träger des Archido ist der gemeinnützige Verein ARCHIDO e. V. Die satzungsgemäßen Ziele des ARCHIDO sind die fachübergreifende und systematische Sammlung, Dokumentation, Aufbereitung und Bereitstellung von Publikationen im multidisziplinären Forschungs- und Arbeitsbereich Sucht und Drogen. Das Sammelgebiet umfasst sämtliche psychoaktiven Substanzen, sowohl illegale als auch legale Drogen, sowie verschiedenste Formen des Suchtverhaltens wie Essstörungen, Arbeitssucht oder pathologisches Glücksspiel. Zusätzliche Aufgabe ist die Durchführung von Forschungsprojekten und internationalen sozialwissenschaftlichen Studien zu verschiedenen Themen, wie Konsummuster, Präventions- und Behandlungskonzepte. Zudem bietet das ARCHIDO Seminare, Lehrveranstaltungen, Vorträge und Lesungen an.

## Bestand
Seit 1987 hat das Archido eine in Deutschland einzigartige Datenbank zu illegalen und legalen Drogen, Drogenpolitik und Sucht ganz allgemein aufgebaut. Hierbei werden alle psychoaktiven Substanzen als Drogen verstanden, sowohl die legalen (Tabak, Alkohol, Medikamente u. a.) als auch die illegalen (Cannabis, Kokain, Heroin u. a.). Darüber hinaus sind Publikationen zu allen Aspekten des Suchtverhaltens auch ohne Substanzkonsum enthalten (Spielsucht, Essstörungen u. a.). Der Bestand an Büchern, Broschüren, Zeitschriften, Filmen, Plakaten, Audio- und elektronischen Medien umfasst derzeit insgesamt ca. 94.000 Medieneinheiten (Stand November 2019). Der Bestand ist sowohl online als auch über eine Präsenzbibliothek für alle Interessierten kostenlos zugänglich.